# Референдумы в Лихтенштейне (1989)
Референдумы в Лихтенштейне проходили 19 марта и 3 декабря 1989 года. В марте проходили референдумы по введению плебисцитов для одобрения международных договоров и по изменению законодательства о медицинском страховании. Предложение о международных договорах было отклонено 56,8 % голосов избирателей, а законодательство по медицинскому страхованию одобрено 59 % голосов. Декабрьские конституционные референдумы по контролю над судебной администрацией и по правам парламентского меньшинства были одобрены.

## Контекст

### О референдумах по международным договорам
Референдум касался явного распространения предмета факультативных референдумов на некоторые международные договоры.
Это был факультативный референдум по народной инициативе партии Свободный список, предлагающая внести Статью № 66-бис в Конституцию Лихтенштейна, чтобы можно было проводить факультативные референдумы по договорам, заключенным правительством, по следующим вопросам:
- Постоянные международные договоры без возможности выхода;
- Вступление в наднациональные сообщества или организации коллективной безопасности;
- Международные договоры, оказывающие значительное влияние на окружающую среду.

Инициатива собрала 1 902 зарегистрированные подписи, то есть более необходимых 1500, и была представлена Ландтагу в рамках Статьи № 64-2 Конституции.

### Медицинское страхование
Референдум касался внесения изменений в закон о медицинском страховании, включая установление определённых тарифов.
Это был факультативный референдум по народной инициативе: в контексте Статьи № 66 Конституции законопроект, принятый Ландтагом, подлежал как минимум запросу на голосование после сбора по крайней мере 1000 зарегистрированных подписей.

### Контроль над судебной администрацией
Референдум касался распространения контрольных комиссий, назначаемых исполнительной властью, на судебные органы.
Это был конституционный референдум по народной инициативе Патриотического союза, предлагавшей внести изменения в статью № 63-1 Конституции следующим образом:
«Парламент имеет право контролировать всю администрацию страны, включая судебную систему. Он осуществляет это право через ревизионно-контрольную комиссию, назначенную им самим»
Инициатива собрала более 1500 зарегистрированных подписей и была представлена Ландтагу 23 сентября 1989 года в рамках статьи № 64-2 Конституции. Предложение было одобрено 12 голосами, но из-за воздержания членов Прогрессивной гражданской партии кворум не был достигнут и инициатива была отклонена, что привело к его голосованию.

### Права парламентского меньшинства
Референдум по смягчению условий, необходимых Ландтагу для создания комиссии по расследованию.
Это был конституционный референдум по народной инициативе партии Свободный список, предлагавшей исключить Статью № 63-3 из Конституции Лихтенштейна и изменить статью № 63-бис, включив в неё следующие термины:
«Парламент имеет право назначать комиссию по расследованию и обязан делать это, если об этом попросит не менее четверти его членов по должности»
Инициатива собрала более 1500 зарегистрированных подписей и была представлена Ландтагу 23 сентября 1989 года в рамках статьи № 64-2 Конституции. Предложение было утверждено 16 голосами 23 сентября 1989 года, но кворум не был достигнут, и инициатива была отклонена, в результате чего она была поставлена на голосование.

## Результаты

### О референдумах по международным договорам
| Выбор                               | Голоса | %    |
| ----------------------------------- | ------ | ---- |
| За                                  | 3 644  | 43,2 |
| Против                              | 4 787  | 56,8 |
| Недействительных/пустых бюллетеней  | 208    | -    |
| Всего                               | 8 639  | 100  |
| Зарегистрированных избирателей/Явка | 13 306 | 64,9 |
| Источник: Démocratie Directe        |        |      |

### Медицинское страхование
| Выбор                               | Голоса | %    |
| ----------------------------------- | ------ | ---- |
| За                                  | 4 976  | 59,0 |
| Против                              | 3 458  | 41,0 |
| Недействительных/пустых бюллетеней  | 205    | -    |
| Всего                               | 8 639  | 100  |
| Зарегистрированных избирателей/Явка | 13 306 | 64,9 |
| Источник: Démocratie Directe        |        |      |

### Контроль над судебной администрацией
| Выбор                               | Голоса | %    |
| ----------------------------------- | ------ | ---- |
| За                                  | 3 480  | 55,1 |
| Против                              | 2 677  | 42,4 |
| Недействительных/пустых бюллетеней  | 872    | -    |
| Всего                               | 7 029  | 100  |
| Зарегистрированных избирателей/Явка | 13 425 | 52,4 |
| Источник: Démocratie Directe        |        |      |

### Права парламентского меньшинства
| Выбор                               | Голоса | %    |
| ----------------------------------- | ------ | ---- |
| За                                  | 3 913  | 58,3 |
| Против                              | 2 737  | 40,8 |
| Недействительных/пустых бюллетеней  | 379    | -    |
| Всего                               | 7 029  | 100  |
| Зарегистрированных избирателей/Явка | 13 425 | 52,4 |
| Источник: Démocratie Directe        |        |      |